# (3254) Bus
(3254) Bus est un astéroïde de la ceinture principale.

## Description
(3254) Bus est un astéroïde de la ceinture principale. Il fut découvert par Edward L. G. Bowell le 17 octobre 1982 à l'observatoire de Flagstaff. Il présente une orbite caractérisée par un demi-grand axe de 3,94 UA, une excentricité de 0,166 et une inclinaison de 4,446° par rapport à l'écliptique.
Il fut nommé en hommage à l'astronome Schelte J. Bus, dit « Bobby », assistant chercheur à l'observatoire Lowell.

## Compléments